# Pseudorhyssa alpestris
Pseudorhyssa alpestris là một loài tò vò trong họ Ichneumonidae.